# 喜国雅彦
喜国 雅彦（きくに まさひこ、1958年10月17日 - ）は、日本の漫画家。香川県高松市出身。香川県立坂出高等学校を経て多摩美術大学油絵学科卒業。妻は同じく漫画家の国樹由香。

## 来歴
高校時代に、萩尾望都やガロ系の漫画を読み、漫画家を志望する。多摩美術大学在学中、漫画研究会でしりあがり寿、祖父江慎、しゅりんぷ小林らと知り合う。
1981年風雅名義にて、『週刊ヤングジャンプ』（集英社）に「ふぉ～てぃん」が掲載されデビュー。しかしその後は作品が雑誌に掲載されることはなく、しりあがりらと多摩美OB何名かで同人誌を刊行したところ、他の漫画家の作品と間違われて編集者に評価され、本人はまったく描いたことがなかったギャグ4コマを描き、『ビッグコミックスピリッツ』増刊号に読み切り作品「大人は分かってくれない」で再デビューする。翌1987年より『週刊ヤングサンデー』（小学館）にて4コマ漫画『傷だらけの天使たち』を連載。一躍人気ギャグ漫画家となる（後にジャパンホームビデオよりアニメ化18話+実写化13話から成るビデオが発売される）。
1980年代末から1990年代初頭にかけて、『別冊近代麻雀』（竹書房）にて名作漫画をパロディにした麻雀漫画を多数発表。これもまた評判を呼び、『mahjong まんが王』『mahjong まんが大王』として出版された。
1989年にみうらじゅんなどと組んだバンド大島渚で、ベーシストとしてイカすバンド天国（TBS）に出場。その後、同バンドによる「カリフォルニアの青いバカ」でベストソング賞を受賞する。
1990年に竹書房から月刊誌風の単行本『YOUNGキクニ』が発売されて話題となった。
1994年に初の非ギャグ作品である『月光の囁き』が連載開始に。この作品は1999年に塩田明彦監督により実写映画化された。
以降、現在までギャグ漫画を中心に活動。近年は探偵小説の古書収集の趣味を生かしたマニアなエッセイも手がける。その趣味もあってか、新本格派ミステリー作家に友人が多く、本格ミステリ作家クラブ及び日本推理作家協会の会員でもある。綾辻行人、竹本健治、我孫子武丸など、ミステリ作品の装画や挿絵を多数手がけている。
2023年秋、自身の視力低下及び体調の衰えを原因とし、漫画家を引退することを発表。但し、BURRN!連載中の『ROCKOMANGA!2』のみ連載を継続。

## 人物
- 一人っ子。
- 酒は全く飲めない。
- 『日本一の男の魂』の企画がきっかけでマラソンが趣味になり、東京マラソンにも参加している。ただし、当人は走ることは体に良くないが心の健康管理であるとコメントしている[4]。
- 『傷だらけの天使たち』などの初期作品では、自分が短小であることを時折、自虐的にネタにしていた。
- 下着はビキニパンツ派で派手なデザインのものしか持っていなかったが、緊急入院の際に恥ずかしい思いをしたことをきっかけにボクサーパンツ派になった[5]。
- 東日本大震災のボランティア活動をしている。それについてまとめたエッセイ『シンヂ、僕はどこに行ったらええんや』が2012年に双葉社から発売された。

### 音楽関連
- 夫婦揃ってヘヴィメタルファン（特にモトリー・クルーのファン）であり、『BURRN!』誌で1989年1月号から2012年5月号まで23年間に渡り『ROCKOMANGA!』という6コマ漫画を連載。連載終了後の2013年、諸事情により出版社をリットー・ミュージックに変更し、新作の描き下ろしを含めた単行本（全1巻）が発売された。

『BURRN!』2014年4月号より『ROCKOMANGA!2』として復活。『ROCKOMANGA!』は縦方向に6コマだったが、『2』は3コマずつの横方向にコマが進んでいる。
- 『ROCKOMANGA!』では、Wikipediaに嘘やでたらめが書かれることに対する批判のネタを描いていた[6]
- ZIGGYのメンバーとはインディーズ時代からの古い付き合いでもある。
- 2011年には氣志團のツアーTシャツイラストを担当[7]。
- 「大島渚」活動休止後も不定期ではあるが音楽活動を続けており、2010年代には元REACTIONの反町哲之やAURAのKoREDSらによる吉田拓郎のトリビュートバンド「マサ拓Z」、アコギユニット「和WarlucK樂」でライブを。親交のあるメタルバンドのイベントで歌うこともある。
- 2019年9月に開催された氣志團万博の2日目に大島渚で出演。オリジナルメンバーはみうらじゅんと喜国のみ。サポートに安齋肇、山田五郎、古田たかし、和嶋慎治（人間椅子）を呼び、平成元年のバンドが令和元年に復活を果たした。

## 受賞歴
1997年
第4回みうらじゅん親友漫画賞
2015年
第68回日本推理作家協会賞（評論その他の部門） - 『本棚探偵最後の挨拶』（双葉社）
2017年
第17回本格ミステリ大賞（評論・研究部門） - 『本格力 本棚探偵のミステリ・ブックガイド』（国樹由香との共著。講談社）

## 作品リスト

### 漫画・書籍
- 「傷だらけの天使たち」小学館、1988–1991年
- 弱気なバッド・ボーイズ
- 「mahjong まんが王」竹書房、1989年
- 「mahjong まんが大王」竹書房、1991年
- 「よりぬきキクニさん」小学館、1992年
- 「三丁目防衛軍」小学館、1992–1994年
- 「いつも心に太陽を!」竹書房、1993–1996年
- 「天国の悪戯」扶桑社文庫、2000年
- 「月光の囁き」小学館、1995–1997年、のち双葉文庫
- 「悪魔のうたたね」小学館、1996年
- 「日本一の男の魂」小学館、1998–2007年
- 「くり+かの」（国樹由香作画）
- 「この花はわたしです。」（国樹由香作画）小学館、2002–2004年
- 『少年マンガ画報』（高取英との共著）ファラオ企画、1993年
- 「ROCKOMANGA!」リットーミュージック、2013年
  - 「ROCKOMANGA!2」シンコーミュージック・エンタテイメント、2022年11月
- 『本棚探偵の冒険』（エッセイ）双葉社、2001年、のち文庫
- 『本棚探偵の回想』（エッセイ）双葉社、2004年、のち文庫
- 『本棚探偵の生還』（エッセイ）双葉社、2011年、のち文庫
- 『本棚探偵最後の挨拶』（エッセイ）双葉社、2014年、のち文庫
- 『メフィストの漫画』（国樹由香共著）講談社、2005年、のち文庫
- 「魔Qケン→魔Qケン乙」小学館、2008–2009年
- 「色即ぜねれいしょん」（みうらじゅん原作）小学館、2010年
- 『東京マラソンを走りたい: ギャグ漫画家50歳のフルマラソン』小学館101新書（エッセイ）2009年
- 『シンヂ、僕はどこに行ったらええんや』（エッセイ）双葉社、2012年
- 『キクニの旅ラン 走りたおすぜJAPAN!』小学館、2013年
- 「冷馬記 HIYAUMAKI」（山上たつひこ原作）小学館、2014年
- 『本格力　本棚探偵のミステリ・ブックガイド』（評論）（国樹由香共著）講談社、2016年、のち文庫
- 『今宵は誰と─小説の中の女たち─』双葉社、2019年
- 『今宵は誰と(2)─漫画で読む名作の中の女たち─』双葉社、2021年
- 「ラストシーンは崖のうえ」講談社、2021年10月
- 『嗜好機械の事件簿』東京創元社、2022年6月

### アルバムジャケット
- 『アイデン＆ティティ』大島渚（1991年）
- 『日本一の男の魂 オリジナルサウンドトラック』（1999年）
- 『JAPANESE HEAVY METAL TRIBUTE 魂』オムニバス（2000年）
- 『JAPANESE HEAVY METAL TRIBUTE 魂II』オムニバス（2002年）
- 『STAND PROUD 3』オムニバス（2002年）
- 『Moth in Lilac』Moth in Lilac（2014年）
- 『M.i.L.』Moth in Lilac（2016年）
- 『RE-ARISE II』RE-ARISE（2016年）
- 『GRACE THROUGH INSANITY』RAZOR HIGHWAY（2019年）

### その他
- 『史上最大の作戦』中山加奈子CDプロモビデオ（1995年）＊背景に作品使用
- 『地獄のアロハ』【完全限定生産盤】筋肉少女帯人間椅子（2015年）＊封入冊子の表紙イラスト、漫画
- 新本格30周年のシンボルイラスト（2017年）

### 映像化、CD化作品
- 傷だらけの天使たち（1990年にビデオ化）アニメ、実写
- 三丁目防衛軍（1994年にCD化）CDドラマ
- 日本一の男の魂（1999年にTBS「ワンダフル」枠で放送）アニメ→オリジナルサウンドトラック（1999年）
- いつも心に太陽を!（1999年にTBS「ワンダフル」枠で放送）アニメ
- 月光の囁き（1999年に映画化され、2000年にビデオ化）実写
- 月光の囁き ディレクターズカット版（2003年DVD化）＊特典映像の座談会に喜国も出演

### ゲーム
- インディアンジェスチャー（カードゲーム/やのまん/1988年）アイデア、イラスト
- 喜国雅彦の雀闘士銅鑼王（スーパーファミコン/POW/1993年）キャラクター設定
- 喜国雅彦の雀闘士銅鑼王2（スーパーファミコン/POW/1993年）キャラクター設定
- 笑う婦警さん　パチスロハンター（プレイステーション/HUMAN/1994年）キャラクター設定、絵コンテ

## 出演

### 舞台
- 夜の手塚治虫〜ここでしか語れない、黒くて妖しいオサムのこと。（2018年10月12日、吉祥寺シアター） - 手塚の臨時アシスタント・喜国雅彦役[10]